# Акоп Куркчян
Акоп Куркчян (вірм. Հակոբ Քուրքչեան, перс. هاکوپ کورکچیان, народився 1922 року в Харківській області, Українська СРР) — іранський спортсмен вірменського походження, член іранської збірної і суддя міжнародної категорії з важкої атлетики.

## Спортивні досягнення
- Третє місце на п'ятому чемпіонаті Ірану з важкої атлетики 1944/45, Тегеран. Середня вага, у сумі 252 кг.
- Переможець шостого чемпіонату Ірану з важкої атлетики 1945/46, Тегеран. Середня вага, у сумі 293,5 кг.
- Переможець сімнадцятого чемпіонату Ірану з важкої атлетики 1956/57, Ісфахан. Напівважка вага, у сумі 360 кг.
- Суддя Азійських ігор 1982[en].